# Leslie Pearce
Arnold Leslie Pearce (20 de abril de 1887 – 17 de agosto de 1977) foi um diretor de cinema da Nova Zelândia.

## Filmografia selecionada
- The Dentist (1932)
- The Stoker (1935)
- Can You Hear Me, Mother? (1935)
- You Must Get Married (1936)
- The Road to Hollywood (1947)